# John Dennis Johnston
Pour les articles homonymes, voir Johnston.
John Dennis Johnston est un acteur américain né le 10 novembre 1945.

## Filmographie partielle
- 1977 : Annie Hall de Woody Allen : L.A. Policier
- 1977 : Rencontres du troisième type de Steven Spielberg : Special Forces'
- 1979 : The Rose de Mark Rydell : Milledge
- 1981 : Back Roads de Martin Ritt : Gilly
- 1982 : 48 Heures de Walter Hill : le patron de Torchy
- 1982 : Jekyll and Hyde... Together Again de Jerry Belson : Macho Kid
- 1983 : Quatrième Dimension de George Miller : Copilote (segment "Nightmare at 20,000 Feet")
- 1983 : Reckless de Djordje Milicevic
- 1984 : Les Rues de feu de Walter Hill : Pete the Mechanic
- 1984 : Une race à part de Philippe Mora : Miller
- 1985 : La Chair et le Sang de Paul Verhoeven : Summer
- 1985 : Pale Rider, le cavalier solitaire de Clint Eastwood : Deputy Tucker
- 1987 : Extrême Préjudice de Walter Hill : Merv
- 1987 : Manhattan Loto de Roger Young : Nick
- 1988 : Meurtre à Hollywood de Blake Edwards : Ed
- 1989 : Communion de Philippe Mora : Pompier
- 1989 : Pink Cadillac de Buddy Van Horn : Waycross
- 1994 : Art Deco Detective de Philippe Mora : Arthur Decowitz
- 1994 : Pionniers malgré eux de Peter Markle : Cattle Rustler (non crédité)
- 1994 : Wyatt Earp de Lawrence Kasdan : Frank Stillwell
- 1995 : Les Vendanges de feu d'Alfonso Arau
- 1996 : L'Esprit de la forêt d'Aaron Norris : Williams
- 1996 : Precious Find de Philippe Mora : Barman
- 1997 : Snide and Prejudice de Philippe Mora : Sheffield
- 1998 : Joseph's Gift de Philippe Mora : Parker
- 1998 : Un amour en or de Lanny Cotler : Carl Burris
- 2010 : The Gertrude Stein Mystery or Some Like It Art de Philippe Mora : Deep Throat
- 2018 : Lady Belladonna's Tales From The Inferno de David Salcido : Larry